# ポール・プレッシー
ポール・プレッシー（Paul Matthew Pressey 1958年12月24日 - ）は、アメリカ合衆国の元バスケットボール選手。現在は指導者。バージニア州リッチモンド出身。現役時代はミルウォーキー・バックスなどで活躍した。

## 選手時代
1980年代にミルウォーキー・バックスではスモールフォワードとしてプレーした。1986年のNBAスラムダンクコンテストで8人中6位となった。
1992-1993シーズン終了後、ゴールデンステート・ウォリアーズのアシスタントコーチに就任した。

## コーチ時代
2010年7月、クリーブランド・キャバリアーズのアシスタントコーチに就任、2013年まで務めた。
2014年9月26日、ロサンゼルス・レイカーズのバイロン・スコットヘッドコーチの下でアシスタントコーチに就任した。